# Бродик

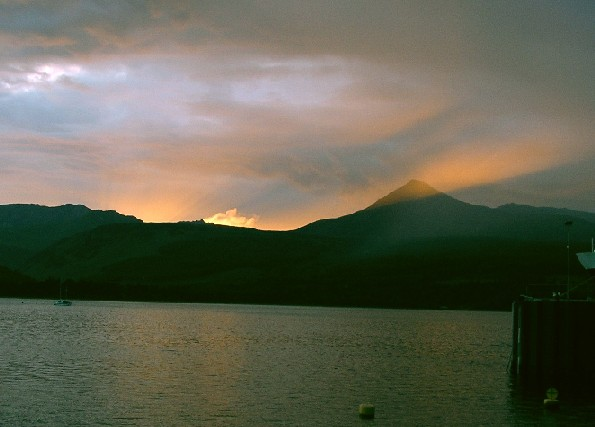
Закат над самой высокой точкой Аррана — горой Готфелл

Бро́дик (англ. Brodick) — поселок в западной части Шотландии. Самый крупный населенный пункт на острове Арран. Расположен на территории между горой Готфелл (самым высоким горным массивом Аррана) и бухтой залива Ферт-оф-Клайд. В Бродике находится главный паромный терминал, с которого можно добраться в Ардроссан на побережье основной части Шотландии.
Название поселения хранит память о вторжениях викингов — Breda-vick в переводе c норвежского означает «широкая бухта». Впоследствии Breda-vick трансформировалось в Brethwic, затем в Braidwick, а современная форма названия впервые упоминается в Казначейском свитке (англ. Exchequer Roll) 1494 г. В окрестностях поселка находится основная местная достопримечательность — замок Бродик, бывшая резиденция герцогов Гамильтон.
Основная сфера экономики Бродика — туризм.